# Transfer (psychologia)
Transfer, transfer umiejętności – w psychologii, przenoszenie umiejętności, przyzwyczajeń i odruchów nabytych w ramach nauki jednej z dziedzin na inną. Zjawisko przenoszenia wprawy, gdy uprzednio opanowana sprawność wpływa na uczenie się nowego materiału lub czynności. Transfer może dawać zarówno pozytywny efekt, przyspieszając proces nauki, jak i negatywny – utrudniając zmianę przyzwyczajeń i odruchów potrzebną do nabycia nowej umiejętności.
Człowiek uczy się całe życie; na uczenie się rzeczy nowych wpływa uczenie się uprzednie. Transfer wpływa na zdobywanie sprawności motorycznej i intelektualnej, ale także determinuje emocje i charakter osobnika.

## Rodzaje transferu
- transfer specyficzny – sytuacja, w której wpływ uprzedniego doświadczenia przejawia się w sposób bezpośredni
- transfer niespecyficzny (transfer ogólny) – przeniesienie wprawy z pewnej sytuacji na inną, pozornie z nią związaną
- transfer pozytywny – ćwiczenie w jednej czynności sprzyja opanowaniu innej
- transfer negatywny - ćwiczenie w jednej czynności utrudnia opanowanie innej czynności
- transfer obojętny – ćwiczenie w jednej czynności nie oddziałuje na opanowanie innej czynności
- transfer niski – ćwiczenie nieudane, nieprzekonujące, niewpływające na drugą czynność